# Blenheim (Nouvelle-Zélande)
Pour les articles homonymes, voir Blenheim.
Blenheim (prononcé en anglais : /ˈblɛnɪm/, en maori de Nouvelle-Zélande : Waiharakeke) est une ville de la Nouvelle-Zélande située dans l'île du Sud. Elle est le siège de la région de Marlborough.
Blenheim possède un aéroport (Woodbourne Airport ou Air Station, code AITA : BHE, code OACI : NZWB).

## Climat
Blenheim possède un climat océanique (Köppen: Cfb), avec des étés agréables et des hivers frais. Les temps maximales montent jusqu'à 23,4 ºC en février et 13,3 ºC en juillet; tandis que les temps minimales descendent jusqu'à 12,9 ºC en février et 2,9 ºC en juillet. Le climat est généralement très stable, en grand partie grâce à l'effet d'ombre pluviométrique des Alpes du sud. Ces chaînes de montagnes abritent Blenheim des plus fortes pluies qui frappent la région de West Coast. Pour cette raison, les précipitations annuelles sont modérément basses: environ 638,8 mm et il n'y a qu'en moyenne 75,9 jours pluvieux. Blenheim a l'un des climats le plus ensoleillés de tous les grandes centre de la Nouvelle-Zélande, parce que la ville se profite de 2521,4 heures d'ensoleillement par année.
L'été est typiquement caractérise par des temps chauds, secs et ensoleillés. Les orages sont une événement rare en raison du climat abrité. Cependant, le chauffage d'après-midi peut générer une accumulation de nuages au-dessus de montagnes, qui survient plus fréquent en été. Malgré les matins d'hiver étant frais et glacials, les chutes de neige sont peu fréquentes à cause des Alpes du sud.
| Mois                                            | jan.  | fév.  | mars  | avril | mai   | juin  | jui. | août  | sep.  | oct.  | nov.  | déc.  | année   |
| ----------------------------------------------- | ----- | ----- | ----- | ----- | ----- | ----- | ---- | ----- | ----- | ----- | ----- | ----- | ------- |
| Température minimale moyenne (°C)               | 12,9  | 12,5  | 10,7  | 8,2   | 5,9   | 3,6   | 2,9  | 4     | 6,2   | 7,9   | 9,6   | 11,8  | 8       |
| Température maximale moyenne (°C)               | 23,4  | 23,3  | 21,5  | 18,8  | 16,6  | 13,9  | 13,3 | 14,4  | 16,3  | 18,4  | 19,9  | 21,8  | 18,5    |
| Record de froid (°C)                            | 1,3   | −0,1  | −1,1  | −4,1  | −5,3  | −8,8  | −6,1 | −6,2  | −4    | −3,6  | −2,9  | −0,3  | −8,8    |
| Record de chaleur (°C)                          | 36,5  | 37,8  | 32,7  | 28,8  | 24,4  | 22    | 19,8 | 23,8  | 27,6  | 30,2  | 32,8  | 34,2  | 37,8    |
| Ensoleillement (h)                              | 261,8 | 233,4 | 233,3 | 190,4 | 178,9 | 151,8 | 160  | 189,2 | 198,8 | 232,6 | 242,7 | 248,5 | 2 521,4 |
| Précipitations (mm)                             | 43    | 44,6  | 39,4  | 53,8  | 56,9  | 68,6  | 64,2 | 57,9  | 54,4  | 57,2  | 49,1  | 49,7  | 638,8   |
| dont nombre de jours avec précipitations ≥ 1 mm | 4,8   | 4,2   | 4,7   | 5,8   | 7     | 7,6   | 7,2  | 7,6   | 7,4   | 7,2   | 6,3   | 6,1   | 75,9    |
| Humidité relative (%)                           | 68,7  | 74,2  | 74,9  | 77,5  | 81,5  | 82,3  | 83,7 | 80,8  | 73,3  | 72,1  | 67,7  | 67,5  | 75,4    |